# Fulko III. z Anjou
Fulko III. z Anjou zvaný Nerra („Černý“, francouzsky Foulques Nerra; 965/970– 21. června 1040, Méty) byl hrabě z Anjou. Během svého života se několikrát se vydal na kajícnou pouť do Svaté země.

## Život

Francie roku 1030

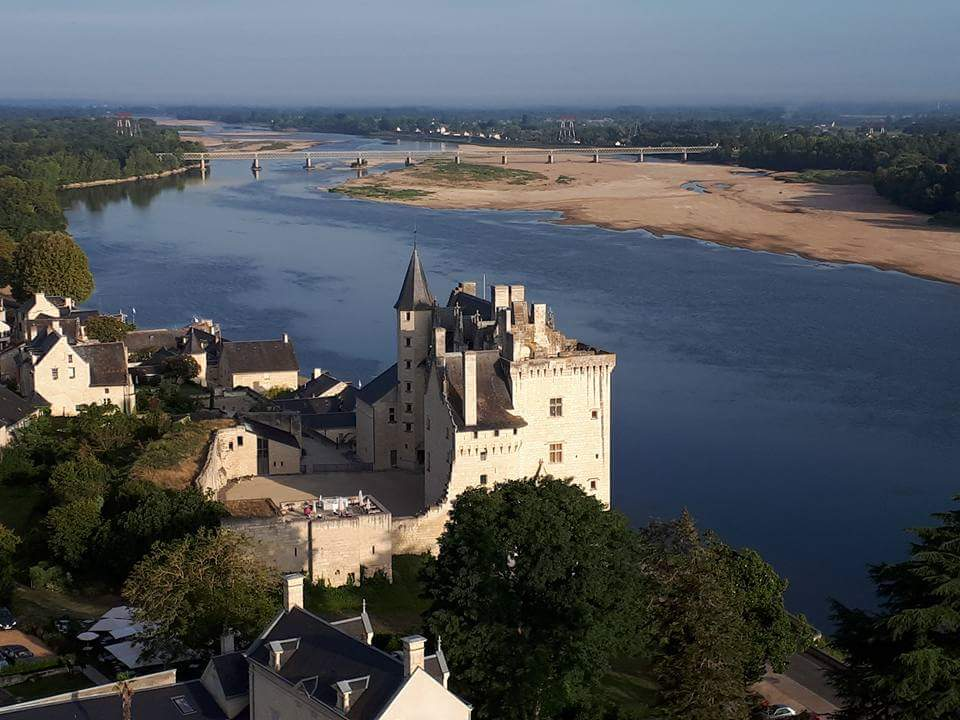
„Brána Anjou“, hrad Montsoreau založený Fulkem Nerrou

Byl synem Geoffroye z Anjou a Adély z Meaux (z Vermandois). Svou první choť Alžbětu roku 1000 nechal pro údajnou nevěru upálit a o rok později se oženil s Hildegardou neznámého původu, která mu dala mužského dědice jménem Geoffroy. Vytoužený bojovný syn se v následujících letech dostal s Fulkem do sporu o hrabství.
V občanské válce následující po smrti krále Roberta II. se postavil na stranu mladého krále Jindřicha. V letech 1002, 1008 a 1038 se hnán strachem z pekla vydal na poutě do Svaté země. Zemřel v červnu 1040 v Métách, při návratu z poslední pouti do Svaté země a byl pohřben v klášteře v Beaulieu-lès-Loches, který před lety založil na důkaz pokání za vraždu Huga z Beauvais, aby se mniši mohli dnem i nocí modlit za spásu jeho duše.